# Commer

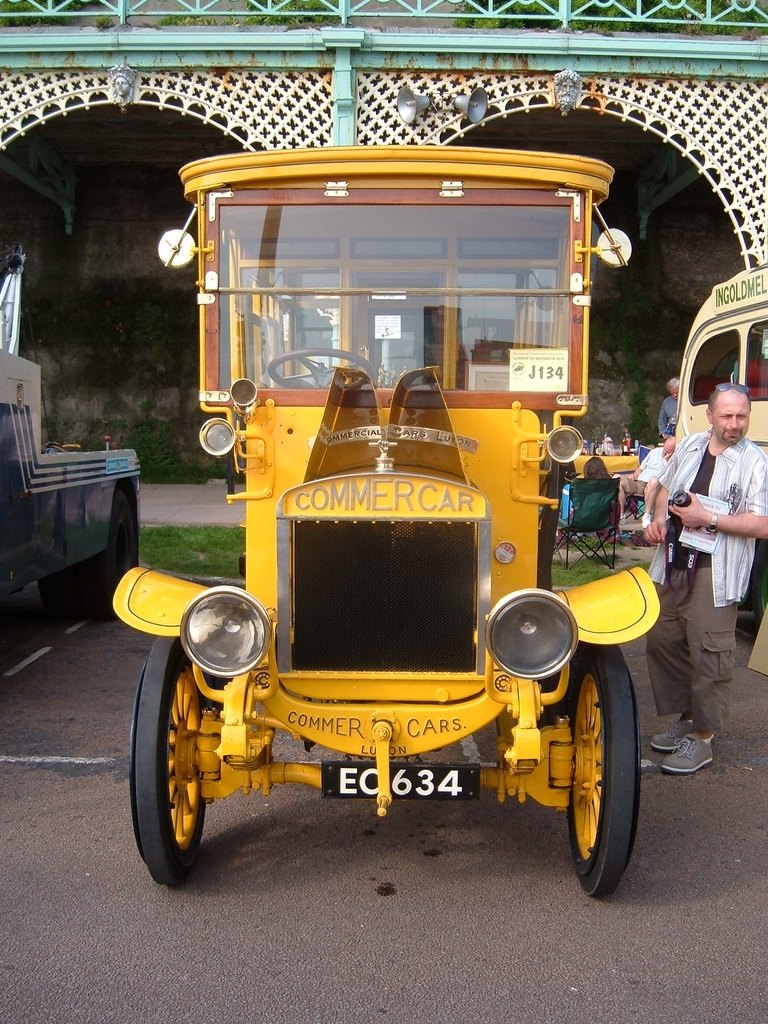
Vorderseite eines alten Commer-Busses

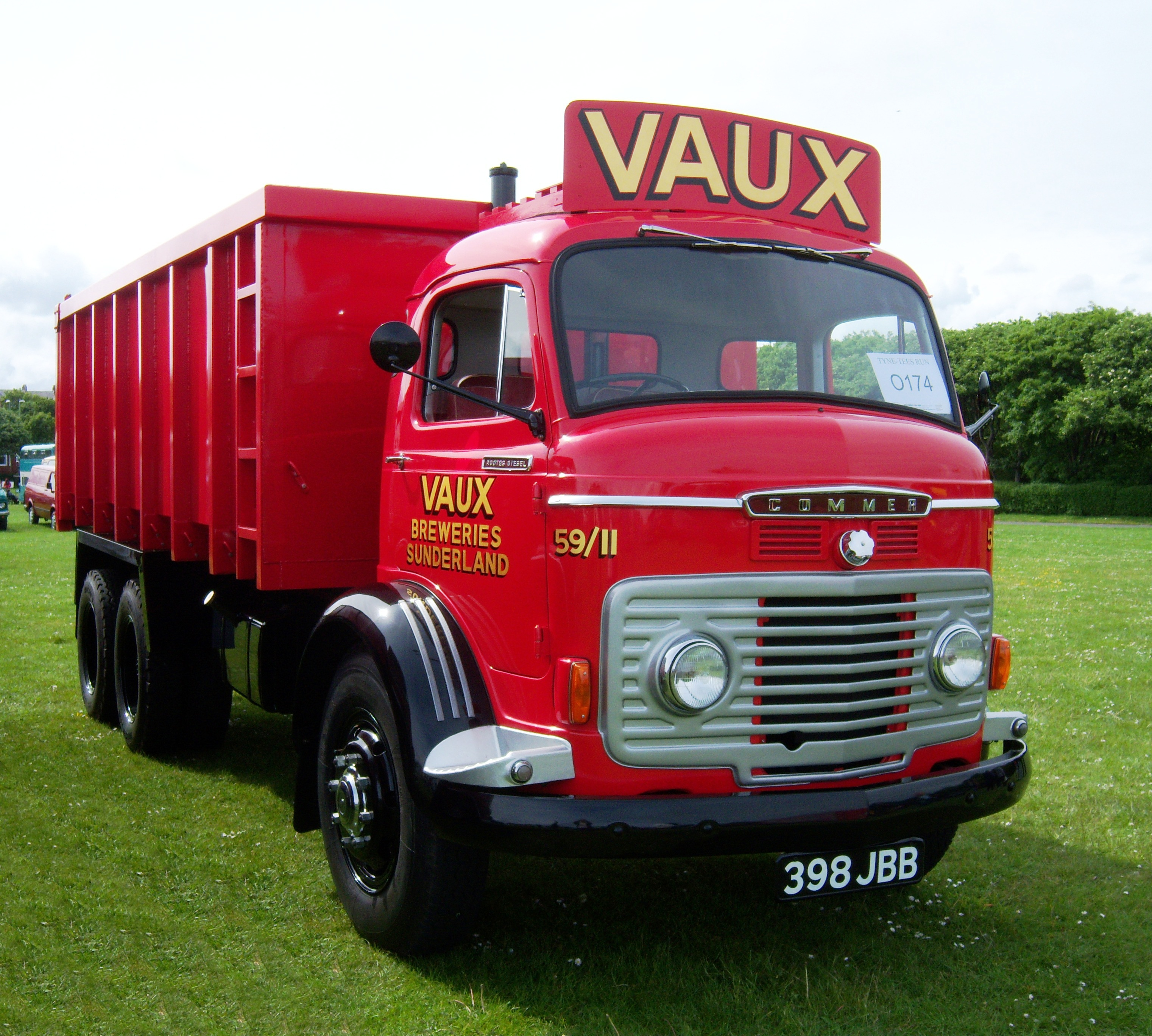
Commer QX von 1959

Commer war ein britischer Nutzfahrzeughersteller, der 1905 als Commercial Car Company gegründet wurde und bis 1979 bestand. 
1907 produzierte Commer in Luton seinen ersten Lastwagen, ab 1909 auch Omnibus. Während des Ersten Weltkriegs stellte die Firma auf Militärfahrzeuge um und baute bis 1919 mehr als 3000 Lastwagen für die Britische Armee.
1926 wurde sie nach mehreren Konkursen von Humber übernommen, beide wurden 1931 ein Teil des Rootes-Konzerns. Danach wurde sie als Hersteller von Postfahrzeugen mit dem Commer FC bzw. Dodge Spacevan   bekannt. 

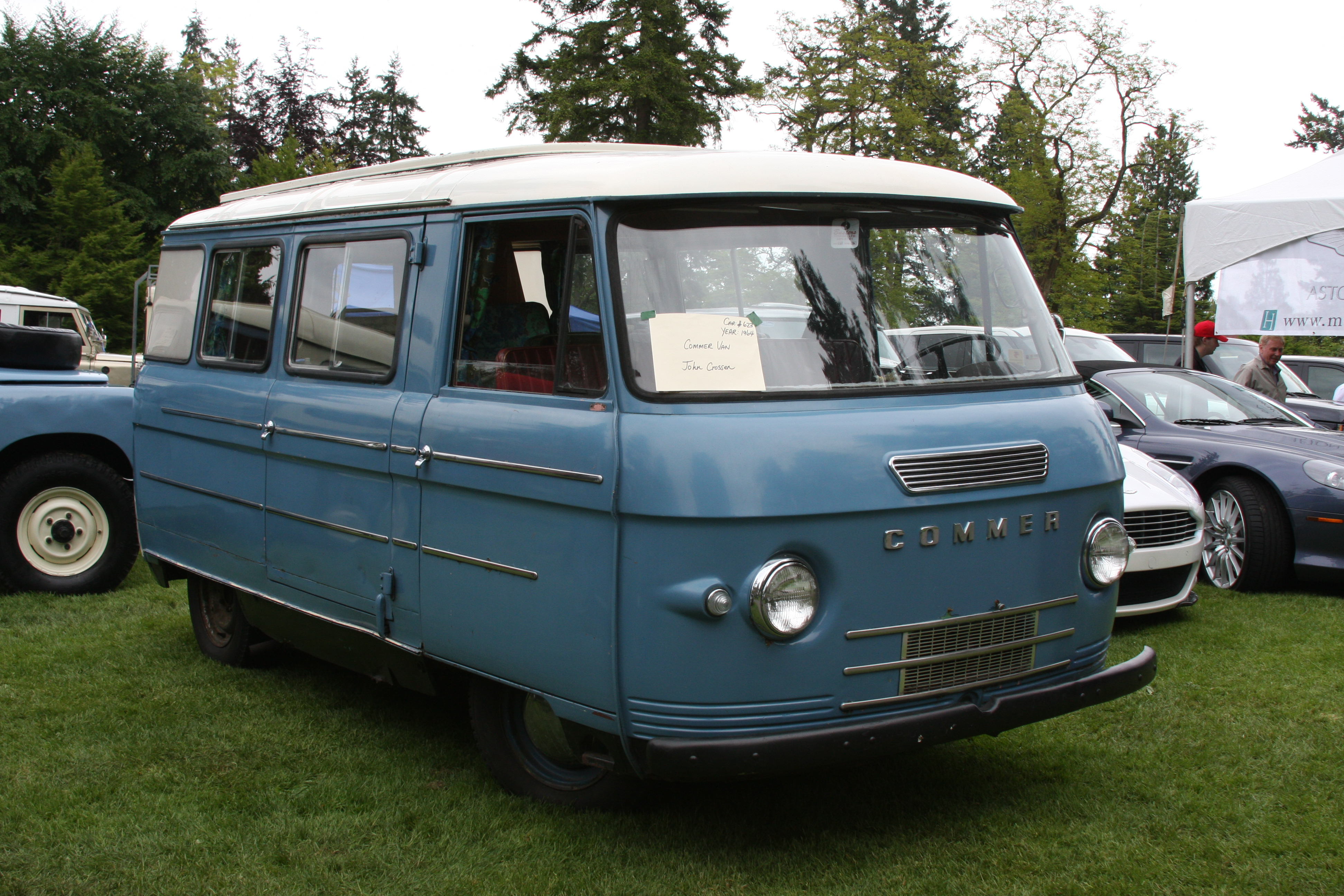
Commer FC

Chrysler übernahm in den 1970er Jahren die Rootes Group. Der Name Commer wurde durch Dodge ersetzt. 1978 verkaufte Chrysler seine Beteiligungen in Europa an den Peugeot-Konzern, der bei Nutzfahrzeugen mit Renault zusammenarbeitete und eine Zeit lang leichte Lkw von Commer/Dodge als Renault verkaufte. 1993 endete die Produktion, die Werkzeuge kamen 1994 nach China.
- Commer Express Delivery Van[1]
- Commer QX-441 (5t)[2]
- Commer QX-541 (7t)

Heute werden Motoren für Nutzfahrzeuge von Renault produziert.